# Erich Sautner
Erich Sautner (* 6. November 1991 in Freiburg im Breisgau) ist ein deutscher Fußballspieler.

## Karriere
Nachdem Sautner bei den B-Junioren des SC Freiburg gespielt hatte, gewann er 2009 mit den A-Junioren den DFB-Pokal. Im Finale gegen Borussia Dortmund wurde er in der 70. Minute eingewechselt, bereitete eine Minute vor Schluss über einen Eckball den Ausgleich vor und verwandelte anschließend im Elfmeterschießen. Später spielte er in der zweiten Mannschaft und war von April bis Juni 2012 Teil der ersten Mannschaft des Vereins. Ab Juli 2012 spielte er leihweise in der 3. Liga beim Halleschen FC, bevor er im Juli 2013 wieder nach Freiburg zurückkehrte.
Im September 2013 wechselte Sautner zum SV Waldhof Mannheim. In der Winterpause verpflichtete ihn die TSG Neustrelitz, mit der er Meister in der Regionalliga Nordost wurde. Zur Saison 2014/15 wechselte er zurück in die Regionalliga Südwest zu Eintracht Trier. Nach einem halben Jahr wechselte Sautner in der Rückrunde 2014/15 zum Oberligisten Bahlinger SC, mit dem er 2015 in die Regionalliga auf- und ein Jahr später wieder abstieg. 2019 gelang der erneute Aufstieg in die Regionalliga.
Zur Spielzeit 2020/21 wechselte zum FC Denzlingen in die Verbandsliga Südbaden. Diesen verließ er nach einem halben Jahr wieder und schloss sich im Januar 2021 dem Oberligisten FC 08 Villingen an; aufgrund der COVID-19-Pandemie war dort jedoch der Spielbetrieb bis zum endgültigen Abbruch der Saison 2020/21 bereits eingestellt. Mit dem Verein traf er am 8. August 2021 in der 1. Runde des DFB-Pokals auf den FC Schalke 04 und verlor mit 1:4. Im August 2022 kehrte er dann zum Verbandsligisten FC Denzlingen zurück, mit dem er am Saisonende in die Oberliga aufstieg. 
Anfang des Jahres 2024 wechselte er zum SV Biengen in die Bezirksliga Freiburg. Zur Saison 2025/2026 schloss er sich als Spielertrainer der zweiten Mannschaft des VfR Hausen in der Kreisliga A an.
Sautner ist ausgebildeter Bus- und Straßenbahnfahrer.